# MLC Centre
MCL Centre – wieżowiec znajdujący się w Sydney w Australii. Ma 228 metrów (748 stóp) wysokości i 60 pięter. Wśród dzierżawców budynku jest konsulat Stanów Zjednoczonych. Podium budynku zawiera centrum handlowe z wieloma ekskluzywnymi sklepami odzieżowymi, kinem i Theatre Royal z widownią na 1186 osób.
Budynek został zaprojektowany przez miejscowego architekta Harry’ego Seidlera. Jego konstrukcja stała się kontrowersyjna  gdy uległa uszkodzenia podczas wyburzania hotelu Australia w 1972 roku.
Budynek jest całkowicie biały, modernistyczna kolumna na planie ośmioboku, z ośmioma masywnymi kolumnami nośnymi w rogach sprawiają, że lekko zwęża się przy szczycie. Jest jednym z najwyższych budynków na świecie ze wzmocnionym betonem. W czasie oddania go do użytku był najwyższym biurowcem na świecie poza Stanami Zjednoczonymi. Był także najwyższym budynkiem w Sydney w latach 1977–1992. Jego powierzchnia całkowita wynosi 100 000 m².
Budynek został odznaczony nagrodą Sir Johna Sulmana przez Royal Australian Institute of Architects.